# Três Corações (Nova Iguaçu)
Três Corações é um bairro do município de Nova Iguaçu, no Estado do Rio de Janeiro, Brasil.
Ele adquiriu o seu nome da Villa Três Corações, loteamento de pequenas casas situadas um pouco distante da antiga Fazenda da Posse. Situa-se entre os bairros da Posse, Ponto Chic, Botafogo, Ambaí e Carmary. No bairro está localizada a escola de samba Unidos de Três Corações também chamada "a Portelinha".

## Delimitação
023 – BAIRRO TRÊS CORAÇÕES - Começa no encontro da Av. Henrique Duque Estrada Meyer com a Rua da Proclamação. O limite segue pela Rua da Proclamação e por seu prolongamento (excluída) até a Linha Delimitadora do Loteamento Vila Paulista (PAL 17/53), segue por esta linha delimitadora (no sentido Oeste), até a Estr. da Guarita, segue por esta (incluída) até a Linha Delimitadora do Loteamento Bairro Bellêza (PAL 173/65), segue por esta linha (no sentido Sul) até a Linha Delimitadora do Loteamento Santa Inêz (PAL 134/50), segue por esta linha delimitadora (no sentido Sudoeste) até a Av. Henrique Duque Estrada Meyer, segue por esta (incluída) até a Estr. de Santa Rita, segue por esta (incluída) até a Linha Delimitadora do Loteamento Bairro Três Corações (PAL 111/51), seguindo esta linha delimitadora (no sentido Sudoeste) até a Rua Anita, segue por esta (incluída) até a Estr. de Santa Rita, segue por esta (incluída) até a Estr. Velha de Santa Rita, segue por esta (incluída) até a Rua Arnaldo Barbosa, segue por esta (excluída) até a Rua dos Coqueiros, segue por esta (excluída) até a Rua Conde de Irajá, segue por esta (excluída) até a Estr. de Adrianópolis, segue por esta (incluída) até a Trv. da Passagem, segue por esta (excluída) até a Rua da Passagem, segue por esta (excluída) até a Av. Oswaldo Cruz, segue por esta (excluída) até a Estr. de Santa Rita, segue pelo eixo desta até a Av. Henrique Duque Estrada Meyer, segue por esta (excluída) até o ponto inicial desta descrição.